# Hans Hörmann (Radsportler)
Hans Hörmann (* 7. Oktober 1923 in München; † 26. Dezember 2015) war ein deutscher Radrennfahrer.
Hans Hörmann war Profi-Rennfahrer von 1946 bis 1953. 1948 gewann er zwei Etappen der Deutschland-Rundfahrt; 1950 eine dritte. 1949 wurde er gemeinsam mit seinem Bruder Ludwig Dritter der deutschen Meister im Zweier-Mannschaftsfahren, 1950 Zweiter, und 1951 errangen die Brüder gemeinsam den deutschen Meistertitel. Beide hatten bereits 1944 die Meisterschaft in der Mannschaftsverfolgung bei den Amateuren gewonnen.
Hörmann startete mit seinem Bruder auch bei acht Sechstagerennen, ihre beste Platzierung war Rang zwei in Münster im Jahre 1951. Ludwig und Hans Hörmann waren die ersten deutschen Radrennfahrer, die nach dem Zweiten Weltkrieg zu Rennen auf die Radrennbahn Vélodrome d’Hiver in Paris eingeladen wurden.  